# Tipula pelidne
Tipula pelidne är en tvåvingeart som beskrevs av Mannheims 1965. Tipula pelidne ingår i släktet Tipula och familjen storharkrankar.
Artens utbredningsområde är Grekland. Inga underarter finns listade i Catalogue of Life.